# تبنين
تبنين هي إحدى القرى اللبنانية من قرى قضاء بنت جبيل في محافظة النبطية. ارتبط شهرة هذه البلدة اللبنانية تاريخياً بالأساس بقلعتها التي بناها الآراميون في منتصف القرن التاسع قبل الميلاد، بأمر من حزائيل بن بنجدد في 1850 ق.م. كما أنها بلدة رئيس مجلس النواب اللبناني الأستاذ نبيه بري.
تعرّضت قلعة تبنين في 680 ق.م في عهد سنحاريب الآشوري للدمار. وفي مطلع 582 ق.م حاصرها نبوخذ نصّر الكلداني أثناء تقدّم قوّاته باتّجاه صور. وأُعيد ترميم القلعة في العصر الروماني، وأُهملت في العصر البيزنطي. واحتلها الصليبيون في 1099م. وأعاد بنائها في 1105م «هوغ دي سان أومير» لتكون معقلاً ينطلق منه في شنّ هجماته على صور وناحيتها الشّرقية، وذلك نظراً لبروز هذا المكان وعلوّه وإشرافه على ما حوله من سهولٍ وبطاح. وبعد أن كانت قلعة تبنين مركز الثّقل عند الإفرنج في هجماتهم على صور، عادت كذلك عند العرب بعد جلاء الصليبيين عنها وتحصّنهم بصور.
كانت تبنين في تلك العهود مُلتقى القوافل الكبرى من دمشق إلى السّواحل. وكانت تنازعها بذلك مدينة طبريا الفلسطينية نظراً لقصر الطريق مع وعورتها في الأولى، وطول الطّريق مع سهولتها في الثانية.

## التسمية
اسم «تبنين» آرامي ويعني «البناء المُشيّد». وعرفت أيضا باسم «طورون» و«طور».

## الجغرافيا والسكان
تبعد تبنين 110 كلم جنوبي العاصمة بيروت. وتبعد 30 كلم شرق مدينة صور. ويبلغ عدد السكان في البلدة نحو 15 ألف نسمةٍ بقي منهم اليوم حوالي 4000 نسمة ُمقيمين والباقي يتوزّع بين العاصمة بيروت وبلدان الاغتراب.
تعتبر الينابيع في بلدة تبنين من الثروات الفيّاضة التي أصبحت مقصداً لأهل المنطقة، وأهم هذه الينابيع: عين المزراب، عين الحور، عين الوردة، عين الخان.
سكان البلدة هم في الغالب من المسلمين الشيعة، مع أقلية صغيرة من اليونانيين الكاثوليك. لم يُجر إحصاء دقيق للسكان منذ التعداد السكاني لعام 1932، ومع ذلك تُشير التقديرات إلى أن عدد السكان قد يصل إلى حوالي 5000 نسمة.
يوجد في تبنين العديد من المؤسسات الإقليمية مثل المستشفى الحكومي ومركز الشرطة ومكتب البريد بالإضافة إلى المواقع السياحية مثل المقاهي والمحلات التجارية. تُعرف البلدة بأنها إحدى القرى الأكثر تنوعاً في جنوب لبنان.
يعيش العديد من سكان تبنين الأصليين في الخارج وبالأساس في الولايات المتحدة وكندا على الرغم من أن العديد منهم منتشرين في جميع أنحاء العالم. يعود معظم أهالي تبنين خلال فصل الصيف حيث تصبح القرية مكاناً حيوياً حيث يأتي الناس من بيروت والدول الأجنبية لقضاء إجازتهم الصيفية.
تتميز الحياة الليلية بتجمع عائلي لسكان المدينة الذين غالباً ما يرتدون ملابس عصرية ويتسكعون في المقاهي المختلفة.
تشتهر تبنين أيضاً بكزدورة (متنزه)، وهو طريق طويل يمتد من بداية القرية إلى نهايتها، حيث غالباً ما يقوم سكان البلدة بنزهة مسائية. كما أنها تستضيف سوقاً أسبوعياً للسلع المستعملة يسمى سوق الجمعة.
يتحدث العديد من سكان البلدة بعض اللغة الإنجليزية بسبب العدد الكبير من المهاجرين بالإضافة إلى وجود قوات حفظ السلام التابعة لليونيفيل.
شهدت قرية تبنين عدداً قياسياً من الأجانب والمواطنين العائدين الذين زاروا القرية خلال الحرب اللبنانية الإسرائيلية في 2006. لم تقم الحكومة اللبنانية بعد بإصلاح الكثير من الأضرار التي لحقت بهذه الحرب، التي بدأتها إسرائيل.

## تاريخها

### التاريخ القديم
حدد العلماء تبنين كونها مدينة تافنيس (بالعبرية: תפניס) المذكورة في التلمود اليروشلمي. باعتبارها حد شمالي لمملكة يهوذا. فيما أشار المؤرخ الفرنجي وليم الصوري إلى المدينة باسم تيبنين، وهو ما قد يكون إشارة إلى أن المدينة كانت موجودة قبل فترة طويلة من قدوم الصليبيين إلى بلاد الشام. ترجع الأصول المشكلة للعديد من عائلات تبنين للفينيقيين والأوروبيين والعرب نتيجة التأثيرات المتنوعة في المنطقة على مر القرون. لاحظ أدولف شوفيه بدهشة أن الكثير من سكان المدينة في 1891 كانوا يبدون شُقر الشعر كالألمان، لكنه لم يقدم تفسيراً لذلك. أبدت باكورة قوات اليونيفيل الأيرلندية في تبنين نفس الملاحظة بعد سنوات عديدة. لكن المؤرخ فوشيه الشارتري قدم تفسيراً لاذعاً: «نحن من كنا غربيين، أصبحنا شرقيين.» ويذكر فوشيه أيضاً أن تاريخ القرية يعود إلى زمن الكنعانيين، لكنه للأسف لا يذكر مرجعاً لهذا الإدعاء. ومع ذلك، نشرت لورين كوبلاند وبيتر جيه. ويسكومب عن كشوف أثرية لموقعين في تبنين في 1966: فؤوس أشولينية ثنائية الوجه على الطريق من صور، وهي محفوظة في الجامعة الأمريكية في بيروت وتعود إلى العصر الحجري القديم السفلي. كما عُثر على جنادل من العصر الحجري على الطريق بين تبنين وبيت ياحون، ولها سجلات محفوظة في معهد الحفريات البشرية في باريس [الفرنسية].
وقد حدد العلماء تبنين على أنها مدينة تفنيس المذكورة في التلمود المقدسي باعتبارها الحدود الشمالية ليهودا.

### الحملة الصليبية الأولى
بني هيو فوكيمبرغ [الإنجليزية]، الذي شارك في الحملة الصليبية الأولى، قلعة طورون في 1106. ولقى حتفه في اشتباك وقع بالقرب من دمشق. داهم عز الملك والي صور السني، القرية وذبح سكانها في أوائل 1107. اختار الملك بلدوين الأول ملك بيت المقدس أحد فرسانه واسمه الأول «أونفروي» أو «هنفريد» ليكون أمير تبنين الجديد. أسس همفري الأول أمير طورون [الإنجليزية] أسرته في تبنين في 1107، ومعظم ما نعرفه عن هذا الرجل جاء من مؤرخي ذلك العصر الذين لم يذكروا أصله أو اسمه الأخير مطلقاً. وقد حمل اسم القلعة التي ولي عليها، كما حمل نسله لقب «دي تورون». ومع ذلك، ليس من الصعب تخمين هوية همفري الأول حيث يذكر المؤرخون فقط فارسين حملا هذا الاسم شاركا في الحملة الصليبية الأولى؛ «همفروي دي مونتكايو» و«همفروي ابن راؤول».

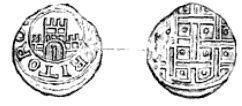
عملة تورون

تمتع السكان المحليون بحياة مستقرة إلى حد ما وشبه مستقلة في ظل حكم الفرنجة كما أشار ابن جبير في 1185 إلى تمتع السكان المسلمون بين تبنين والساحل بحقوق كبيرة في الإدارة الذاتية وعاداتهم الخاصة. يذكر المؤرخ البريطاني جوناثان رايلي سميث أن بيت الجمارك الموجود أسفل القلعة لم يفرض أي رسوم على التجار المسافرين مع ابن جبير لأنهم كانوا مسافرين باتجاه ميناء عكا، ومن ثم استنتج أن مسؤولي الملك بالدوين الثالث كانوا مُقيمين هناك، على الرغم من أن القلعة لم تكن في نطاق مُلكه، مما يعني أن تبنين كانت محطة بارزة على الطرق بين صور ودمشق والقدس. إن أرض تبنين الخصبة جعلتها إحدى مخازن الحبوب في المملكة الصليبية، وفي عهد همفري الثالث ملك تورون، ضربت لوردية تبنين عملتها المعدنية الخاصة، التي صُنعت من النحاس الأحمر وخُتمت بكلمتي قلعة تورون (باللاتينية: CASTRI TORONI، كاستري توروني).

### الفترة الصليبية المتأخرة (1187–1266)
لم ير صلاح الدين أي تهديد لوجود جيش مسيحي في المستقبل القريب عقب معركة حطين في 1187، فأرسل ابن أخيه والقائد الأكثر شهرة المظفر عمر شمالاً لمحاصرة قلعة طورون لمدة ثلاثة أيام. كانت حامية طورون معزولة وضعيفة وغير مستعدة بلا قائد حيث أُسر همفري دي تورون في حطين. وسرعان ما وافق النبلاء الفرنجة على استسلام القلعة، وسمح لهم صلاح الدين بخمسة أيام للمغادرة عبر ممر آمن إلى صور مع ثرواتهم وعائلاتهم. فيما أُطلق سراح السجناء المسلمين ووقع العديد من الصليبيين في الأسر.
بعد ذلك، طلب صلاح الدين من ابن أخيه إعادة بناء القلعة، وسمح لرجال عشيرة السيد، المتفرعة من نسل النبي محمد مباشرة والذين كانوا محل ثقة صلاح الدين ولرجال قبائل آخرين من عشيرة فواز الصوفية، بالإقامة في أرض تبنين.
بينما كانت معظم سوريا تتوقع تحالف الصليبيين من دوقية برابنت والقوات الألمانية وفرسان الملك عموري الثاني [الإنجليزية] ملك بيت المقدس للتوجه نحو القدس أو دمشق في 28 نوفمبر 1197، حاصر الصليبيون قلعة تبنين لمنح صور المسيحية متنفساً لها. ضُرب الحصار بقوة كبيرة، وبينما تمكنت القوات المسيحية من نقب فتحة صغيرة في أسوار القلعة العظيمة، خشيت الحامية الإسلامية من نفس المصير الذي تعرضت له معرة النعمان والتي كانت لا تزال حاضرة في ذاكرة السوريين. فعرضت الاستسلام. وهبط ممثلو عائلات تبنين من الجهة الجبلية للقلعة إلى معسكر الفرنجة وطلبوا الأمان مقابل تحرير 500 عبد مسيحي، على الرغم من الاعتراضات البسيطة لـحسام الدين بشارة والي تبنين، لمح ابن الأثير، المؤرخ العربي الشهير، إلى أن الكثير من الشائعات المنتشرة في تبنين حول ما سيفعله الصليبيون إذا استولوا على القلعة بالقتال، لم تأت إلا من أمراء الفرنجة الآخرين الذين لم يكونوا راضيين للغاية برؤية الحملة الناجحة التي قادها الملك عموري الثاني ملك بيت المقدس، هذا إلى جانب حقيقة أن معظمهم قد أقاموا تحالفات مع السلطان الكامل ملك مصر ولم يكونوا في عجلة من أمرهم لرؤيتها تُمحى بسبب بعض المجازر الوحشية التي ارتكبت بها. رفض الألمان عرض الاستسلام. فقد وُعدوا بنهب تبنين وثرواتها، هذا إلى جانب المجد للفرسان الذين سيعيدونها إلى أيدي المسيحيين. يصف المؤرخ إرنول كيف رفض الصليبيون العرض الإسلامي ويعترف بأنه كان من الخطأ رفض العرض المشرف بالاستسلام. لقد دفعتهم غطرستهم لاستعراض النفق السري أمام الرسل الذي كان الصليبيون يحفرونه تحت سور القلعة. كانت حامية تبنين أكثر تصميماً على المقاومة من أي وقت مضى. فكان موقع ذلك النفق هو الذي شهد أعنف قتال في ذلك اليوم. قاتل محاربو تبنين بشراسة لدرجة أن النفق أصبح عديم الفائدة، واضطر الصليبيون إلى التراجع عن هجومهم. استمر الحصار، واعتقد المحاصرون أن أي عرض آخر للاستسلام، من موقع أقوى، من شأنه أن يؤدي إلى نتيجة أكثر إيجابية. ومرة أخرى، حمل ممثلو عائلات تبنين عرض الاستسلام طالما أُمنوا على حياتهم، ورد المستشار الألماني بوقاحة مرة أخرى. وعندما عاد الرسل إلى القلعة، أبلغوا الحامية بالاستقبال المهين الذي تلقوه من الفرنجة، فعادت إرادة القتال قوية مجدداً. وفي المساء وصل الحمام الزاجل بأخبار التعزيزات على الطريق التي أرسلها السلطان الكامل. لتنهي القوات الألمانية حصار تبنين في فبراير 1198، تحت تهديد الجيش الأيوبي القادم، وحرب الخلافة في ألمانيا بين فيليب السوابي وأوتو الرابع، الإمبراطور الروماني المقدس، وذلك عندما تخلى المستشار وأمراءه عن رجالهم وتركوهم إلى مصيرهم خارج أبواب تورون كما جاء في وصف هيلمولد فون بوساو. وهكذا، انتهت الحملة الصليبية الألمانية لعام 1197 على أسوار تبنين بالخزي.
أعاد السلطان المصري الكامل، شقيق صلاح الدين الأيوبي، سيادة تورون (تبنين) إلى الفرنجة في 1229، تحت وطأة الحملة الصليبية السادسة بقيادة الملك فريدريك الثاني. يقول أحمد شعير إن الفرسان التيوتونيين بدعم من الإمبراطور فريدريك الثاني حاولوا ضم تورون (تبنين) إلى مُلكهم كونها «جزءاً من ممتلكات جوسلين دي كورتيناي في 1120» التي اشتروها. إلا أن المحكمة العليا لمملكة بيت المقدس أجبرت الإمبراطور فريدريك الثاني على الاعتراف بحقوق أليس أميرة أرمينيا [الإنجليزية]، «كونها ابنة أخت همفري الرابع ووريثة إقطاعية تبنين». وبناء على ذلك، استرجعت أليس حكم أسرة همفري الأول في تبنين في 1229. جاء في الميثاق المؤرخ في نوفمبر 1234، تأكيد «أليس أميرة تورون وسيدتها» على التبرع بـ 30 بيزنط لدير سان لازار [الإنجليزية]، والتي وهبها همفري الثاني أمير تبنين [الإنجليزية] لهذا الدير في 1151 ويقدر أن أليس حكمت تبنين حتى 1239.» آلت سيادة تبنين إلى البارون الفرنسي فيليب دي مونتفورت، الذي وصل إلى الجليل الأعلى كواحد من الفرسان القلائل الذين وصلوا إلى الأراضي المقدسة في أعقاب الحملة الصليبية الرابعة، التي انطلقت في البداية تحت قيادة ثيوبالد كونت شامبانيا وانتهت بغزو القسطنطينية. تزوج مونتفورت من ماريا أميرة أنطاكية-أرمينيا [الإنجليزية]، آخر وريثة متبقية لأسرة تورون، وبموجب ذلك، استولى على ثروات تبنين وقلعتها وفرض ضريبة على القوافل التي تستسقي من العين الموجودة أدنى القلعة. ومن تبنين، فكر فيليب دي مونتفورت في طرق للاستيلاء على صور من أيدي ريتشارد فيلانجيري [الإنجليزية]، الذي كان مقرباً من فريدريك الثاني.
فتح السلطان المملوكي الظاهر بيبرس تبنين في 1266 وكلف عائلتي فواز والسيد بالدفاع عن أرضها.

### العصر العثماني
عُرفت تبين كقرية باسم نفس تبنين التابعة لناحية تبنين العثمانية من لواء صفد في 1596، وبلغ عدد سكانها 148 أسرة و13 عازباً، جميعهم مسلمون. وكان سكان القرية يدفعون ضرائب على منتجاتهم الزراعية، كالقمح والشعير والمحاصيل الصيفية وأشجار الفاكهة والماعز والمناحل، بالإضافة إلى «العوائد العرضية». ما مجموعه 8,900 آقجة.
قضى علي وحسين الصغير على العشائر الشيعية المنافسة بين عامي 1639 و1649، وهي شُكر ومُنكر وصعب، وأسسا حُكماً لعائلة واحدة على مدن جبل عامل المحصنة في هونين، معركة، قانا، وتبنين (المسماة عادةً بلاد البشارة). واستمر حكمها حتى وصول الطاغية أحمد باشا الجزار إلى السلطة في عكا في القرن الثامن عشر، والذي سحق بمساعدة الأمير المنصاع بشير الثاني الشهابي النظام الإقطاعي المستقل لعشيرة الصغير في المنطقة وطرد رجالها من تبنين. ومع ذلك، تحالف رجال عشيرة الصغير وآخرون مع الأمير يوسف الشهابي وطردوا قوات الجزار من تبنين في 1783، واستعادوا القلعة كقاعدة لهم، لكن يوسف الشهابي غدر بهم وأرسلهم إلى عكا ليُعدموا فوراً. عدت تبنين «المركز الإداري» لـ«بلاد البشارة»، حيث أقام القائمقام العثماني في أواخر الدولة العثمانية. هكذا وجد الرحالة الأمريكي روب موريس المدينة في 1868. وصف موريس جمال المدينة الساحر، وعلى الرغم من تأكده من حفاوة الباشا بأوراق اعتماده في القلعة، فإنه أقام عند إحدى العائلات في القرية، وذكر البطش الذي عاملت به القوات العثمانية السكان المحليين.
زار فيكتور جويرين المدينة في 1875، ووجد بها 600 من المتاولة و250 من الكاثوليك اليونانيين (الكنيسة المتحدة).
وقد وصفها مسح صندوق استكشاف فلسطين لغرب فلسطين في 1881 أنها: «قرية مبنية من الحجر. ومدير المنطقة يقيم في القلعة. ويبلغ عدد سكانها حوالي 450، فيما يقول جويرين أنهم 600 من المتاولة و250 مسيحي. يوجد كنيسة يونانية كاثوليكية مخصصة للقديس جاورجيوس بالقرية، كانت تقع على مسافة غير بعيدة عن الشارع الرئيسي لقرية (زقوق) قبل أن تنهار على قبور المحسنين من إخوة فرحات وكاهن القرية الوحيد دُفن في الكنيسة على يسار المذبح، وكان من آل حداد، وبعدها اتخذت عائلته لقب الخوري، وهناك أشجار تين وأراضٍ صالحة للزراعة حولها، وتأتي إمدادات المياه من بركة كبيرة وعشرين إلى خمسة وعشرين صهريجاً في جميع أنحاء القرية.»
بنى السكان الكنيسة الجديدة في منتصف القرن العشرين على تلة الحصن في أرض تتجاور مع أنقاض حصن صغير من زمن الحملة الصليبية مقابل قلعة تبنين. وقد نُقلت رفات كاهن الرعية السابق إلى نفس الموقع في الكنيسة الجديدة في ثمانينات القرن الماضي، كما عُثر على رفات الأخوين فرحات في موقع على يمين المدخل الرئيسي للمبنى.

### فترة الانتداب الفرنسي

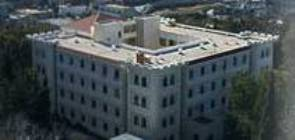
مبنى بلدية تبنين

شعار تبنين

حاول أحد الثوار الجنوبيين اغتيال الجنرال هنري غورو، بعد وضع لبنان تحت سلطة الانتداب الفرنسي. حاول أدهم خنجر تجنيد أتباع في تبنين وربما حقق بعض النجاح في البداية بسبب رغبة بعض السكان المحليين في الوحدة مع سوريا. إلا أن آراء أدهم خنجر الطائفية نفرت سكان تبنين الذين كانوا يتفاخرون دوماً بالقبول والتعايش بين المسيحيين والمسلمين، مما أدى في النهاية إلى استبعاد كل الدعم لفرقة أدهم خنجر من المدينة. عاد أعضاء فرقة الثوار التي قادها أدهم خنجر إلى ديارهم، بعد القبض على خنجر وقمع الثورة اللاحقة في جبل الدروز، لتعتقلهم السلطات الفرنسية على الفور. ردت القوات الفرنسية المحتلة في لبنان على الاشتباكات الطائفية في الجنوب بحملة واسعة النطاق استهدفت القرويين الشيعة في 1921، بأمر من هنري غورو. وطالب القادة العسكريون القرويين الفقراء الذين لم يشاركوا في الاشتباكات في البداية بتعويضات صارمة وقاسية. كانت روح الثورة تغلي ببطء لبعض الوقت، ووصلت إلى ذروتها عندما أنشأ المتعاونون مع الفرنسيين سوقاً في تبنين لبيع البضائع التي صودرت من القرى المجاورة. لقد كان أسلوباً رخيصاً استخدمه الفرنسيون والمتعاونون معهم أكثر من مرة. وكانت تبنين مقراً لعشيرة الصغير التي تنحدر منها عائلة أسعد الإقطاعية؛ وإذا ظهرت تبنين كونها تسترضي المحتلين، فإن ذلك سيجعل عائلة الأسعد تظهر بشكل المتواطئ مع الفرنسيين، وينعكس سلباً على مكانتهم بين الشيعة في جنوب لبنان. ولهذا السبب أيضاً لم تُفرض أي ضرائب على تبنين بعد الأحداث الطائفية في 1920. قسم المحتلون الفرنسيون محافظة صيدا وأنشأوا مقاطعة بنت جبيل التي ضمت تبنين في 1922.

### الحرب الأهلية اللبنانية
كانت البلدة أرضاً للعمليات شبه العسكرية التي نفذتها منظمة التحرير الفلسطينية في الفترة التي سبقت الحرب الأهلية، مثل معظم المناطق المحيطة، فقد تمتع الفدائيون الفلسطينيون بدعم واسع النطاق بعد حرب 1967 ولفترة قصيرة بعد اتفاق القاهرة عام 1968 الذي منح منظمة التحرير الفلسطينية نطاقاً حراً في جنوب لبنان لتنفيذ مهام تهدف إلى تحرير فلسطين. وبقيت تبنين في معظمها بمنأى عن الطائفية رغم التعايش بين المسلمين والمسيحيين، ورغم اصطفاف بعض المسيحيين مع قضية الميليشيات اليمينية، تعاطف غالبية سكان المدينة الشيعة مع منظمة التحرير الفلسطينية بجانب مختلف الجماعات اليسارية اللبنانية المتحالفة مع الفلسطينيين. تضاءل الدعم في السنوات اللاحقة عندما أثبتت منظمة التحرير الفلسطينية أنها قوة فاسدة ومسيئة للقرويين. أدى الغزو الإسرائيلي لجنوب لبنان في 1982، إلى تدمير المدينة كما فعل مع معظم المناطق المحيطة بها، وخرجت منظمة التحرير الفلسطينية ولم تستعد دورها السابق نهائياً. وكان معظم سكان البلدة الشيعة متحالفين مع حركة أمل، التي ينتمي زعيمها نبيه بري إلى تبنين. سلمت حركة أمل أسلحتها الثقيلة إلى الجيش الوطني اللبناني في نهاية الحرب الأهلية، وأوقفت إلى حد كبير أعمال المقاومة ضد الإسرائيليين المحتلين. وهذا بدوره سمح لحزب الله بكسب تعاطف السكان. لكن البلدة ككل تعرضت لتعنيف جيش لبنان الجنوبي (الكتائب الفلانخية المدعومة من إسرائيل) الذي كان يطلق النار بين الحين والآخر على أطراف البلدة.

### الصراع الإسرائيلي اللبناني
تولت الأمم المتحدة مسؤولية أمن جنوب لبنان محل الجيش اللبناني في مايو 1978. كان جنوب لبنان في حالة من الفوضى في أعقاب الغزو الإسرائيلي الأول الذي كان يهدف إلى دفع مقاتلي منظمة التحرير الفلسطينية إلى ما وراء نهر الليطاني. أدى إقرار قرار مجلس الأمن الدولي رقم 425 إلى إنشاء قوة مؤقتة تابعة لليونيفيل في المنطقة. أطلقت الكتيبة الإيرلندية على قاعدة تبنين العسكرية اسم «كامب شامروك»، مع وجود عقرب لشعارها، حيث أن الأرض التي أقيم عليها المعسكر كانت مليئة بعقارب تبنين السوداء ذات اللسعات السامة. في معظم الأحيان، كان مشهد الأمم المتحدة موضع ترحيب في تبنين، والكتيبة الأيرلندية على وجه الخصوص، لم تدخر أي نفقات لمساعدة السكان المحليين من الخدمات الاجتماعية إلى التبرع المستمر بالدم لوحدة الصليب الأحمر في تبنين. نمت مشاعر الصداقة بين السكان المحليين والأيرلنديين والتي تُرجمت إلى بطولات كرة قدم لا حصر لها بالإضافة إلى دعوتهم لحفلات الزفاف والدبكات والمناسبات الاجتماعية الأخرى. كان معسكر شامروك مسؤولاً عن بناء دار أيتام تبنين وصيانتها الجزئية.
دعا مختار البلدة إلى انتشار الجيش اللبناني في المنطقة، في أعقاب عملية تصفية الحساب في يوليو 1993، التي قصف فيها الجيش الإسرائيلي عشرات البلدات والقرى اللبنانية وألحقت أضرار جسيمة بتبنين.
دمرت العديد من المنازل في تبنين كما هو الحال مع قرى أخرى، ولكن ليس بحجم قرى مثل بنت جبيل وقانا وعيتا الشعب خلال حرب تموز 2006 بين إسرائيل ولبنان.
كما دُمرت معظم المنازل تماماً أو تضررت في المركز القديم (زقوق) الواقع في الجزء العلوي من البلدة بالقرب من القلعة الصليبية.
عاد الجيش اللبناني إلى جنوب لبنان بما في ذلك تبنين كأحد شروط قرار الأمم المتحدة 1701 للمرة الأولى منذ الحرب الأهلية في 1975.

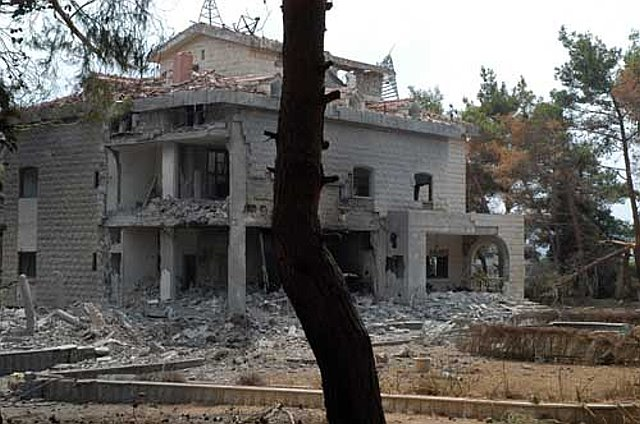
منزل رئيس بلدية تبنين الذي تعرض للأضرار خلال الحرب.
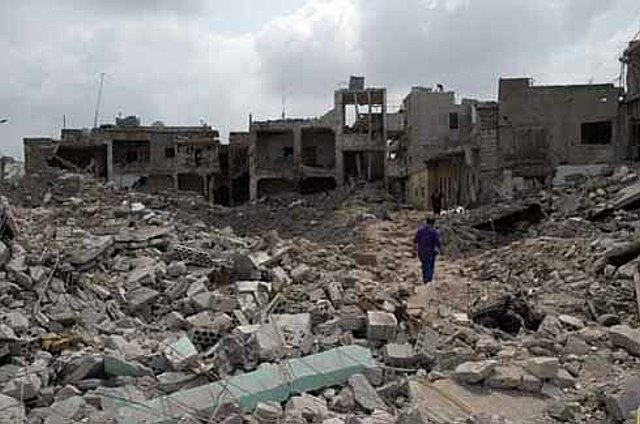
المركز القديم (زقوق)

## الطقس
تتمتع تبنين بمناخ معتدل، وهو ما يميز جنوب لبنان: شتاء معتدل ممطر وصيف جاف مع بضعة أيام شديدة الحرارة. انخفضت كمية هطول الأمطار بشكل ملحوظ في السنوات الأخيرة، بسبب ارتفاع درجة حرارة الكوكب وإزالة الغابات.
| البيانات المناخية لـتبنين         | البيانات المناخية لـتبنين | البيانات المناخية لـتبنين | البيانات المناخية لـتبنين | البيانات المناخية لـتبنين | البيانات المناخية لـتبنين | البيانات المناخية لـتبنين | البيانات المناخية لـتبنين | البيانات المناخية لـتبنين | البيانات المناخية لـتبنين | البيانات المناخية لـتبنين | البيانات المناخية لـتبنين | البيانات المناخية لـتبنين | البيانات المناخية لـتبنين |
| الشهر                             | يناير                     | فبراير                    | مارس                      | أبريل                     | مايو                      | يونيو                     | يوليو                     | أغسطس                     | سبتمبر                    | أكتوبر                    | نوفمبر                    | ديسمبر                    | المعدل السنوي             |
| --------------------------------- | ------------------------- | ------------------------- | ------------------------- | ------------------------- | ------------------------- | ------------------------- | ------------------------- | ------------------------- | ------------------------- | ------------------------- | ------------------------- | ------------------------- | ------------------------- |
| متوسط درجة الحرارة الكبرى °م (°ف) | 13.4 (56.1)               | 14.1 (57.4)               | 16.8 (62.2)               | 21.0 (69.8)               | 25.5 (77.9)               | 28.5 (83.3)               | 29.7 (85.5)               | 30.7 (87.3)               | 28.5 (83.3)               | 26.4 (79.5)               | 21.0 (69.8)               | 16.0 (60.8)               | 22.6 (72.7)               |
| المتوسط اليومي °م (°ف)            | 10.3 (50.5)               | 10.8 (51.4)               | 12.8 (55.0)               | 16.1 (61.0)               | 20.0 (68.0)               | 23.0 (73.4)               | 24.5 (76.1)               | 25.5 (77.9)               | 23.6 (74.5)               | 21.6 (70.9)               | 17.0 (62.6)               | 12.7 (54.9)               | 18.2 (64.7)               |
| متوسط درجة الحرارة الصغرى °م (°ف) | 7.3 (45.1)                | 7.6 (45.7)                | 8.8 (47.8)                | 11.2 (52.2)               | 14.6 (58.3)               | 17.6 (63.7)               | 19.3 (66.7)               | 20.3 (68.5)               | 18.8 (65.8)               | 16.8 (62.2)               | 13.0 (55.4)               | 9.4 (48.9)                | 13.7 (56.7)               |
| الهطول مم (إنش)                   | 209 (8.2)                 | 170 (6.7)                 | 113 (4.4)                 | 51 (2.0)                  | 16 (0.6)                  | 1 (0.0)                   | 0 (0)                     | 0 (0)                     | 3 (0.1)                   | 27 (1.1)                  | 84 (3.3)                  | 158 (6.2)                 | 832 (32.6)                |
| المصدر:                           |                           |                           |                           |                           |                           |                           |                           |                           |                           |                           |                           |                           |                           |

## المعالم والفعاليات

### مهرجان تبنين التراثي
سمحت تبنين بالاحتفال بمهرجانها التراثي في القلعة القديمة في 2012، بتمويل من الاتحاد الأوروبي. حيث جددت القوات الفرنسية العاملة في اليونيفيل الإضاءة.

### قلعة تبنين

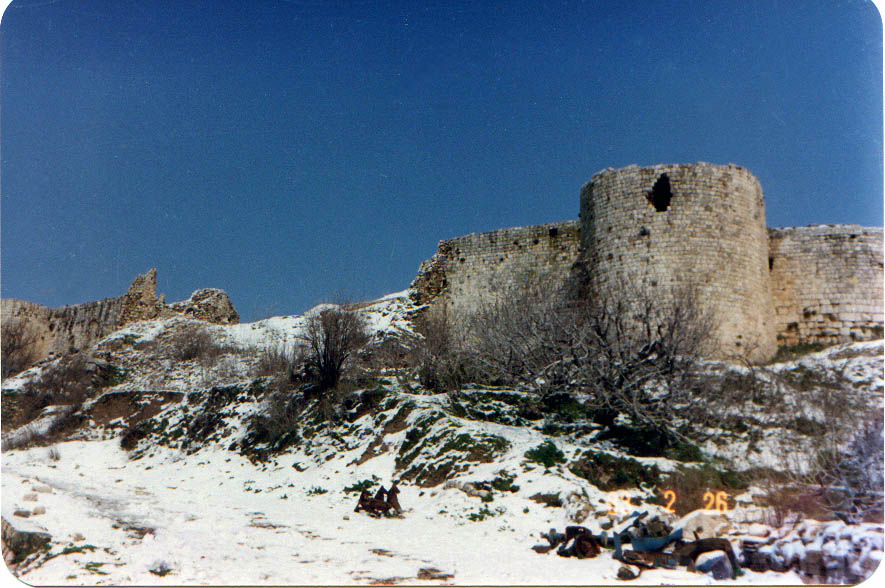
القلعة الصليبية في تبنين

نظم هيو فوكيمبرج، أمير الجليل الثاني وحاكم طبريا، العديد من الهجمات ضد صور لكن قواته كانت دائماً منهكة بسبب المسافة الطويلة بين قاعدته في طبريا وهدفه الساحلي. فأمر ببناء القلعة في 1105 لتكون ملجأً من مُطارديه. سُميت القلعة «تورون»، وهو ما يعني في الفرنسية القديمة التل المعزول أو قمة التل. ذُكر في مسح غرب فلسطين، أن هيو كان مسؤولاً أيضًا عن بناء الحصن الموجود على تلة شديدة الانحدار شرق تبنين، وهي منطقة لا تزال تسمى «الحصن» حتى يومنا هذا. شنت حامية صور، بقيادة حاكمها «عز الملك»، غارة على القلعة ودمرت ما حولها، بعد وقت قصير من وفاة هيو. استعاد الملك بالدوين الأول ملك القدس القلعة وأعاد بناؤها وأعطى حكمها لجيرفايس دي بازوش [الإنجليزية] أمير طبريا، ولكنه وقع في الأسر بعد فترة وجيزة من قبل قوات دمشق تحت قيادة ظاهر الدين طغتكين، الذي خير جيرفايس بين الإسلام أو الموت. انتقلت ملكية تورون إلى فارس يُدعى «أونفروي» والذي مُنح لقب «دي تورون» (همفري الأول أمير تورون) وهكذا بدأت قصة إحدى العائلات الصليبية المرموقة في مملكة بيت المقدس. انفصلت تورون عن إمارة الجليل لاحقاً وتحولت إلى لوردية مستقلة، على الرغم من أن بعض المؤرخين يجادلون بتاريخ لاحق لهذا الانفصال. سقطت القلعة في يد صلاح الدين الأيوبي لاحقاً في 1187 ثم استعادها الفرنجة في 1229. واحتلها السلطان المملوكي الظاهر بيبرس سلطان مصر أخيراً في 1266 بعد سقوط صفد وظلت في أيدي العرب حتى حولها العثمانيون إلى سجن.
كان هناك أسدان من الرخام يحرسان المدخل الرئيسي للقلعة في أواخر 1921. تعد الوحوش المقيدة مصدراً للغموض لأن وجودها لا يمكن تأريخه أو إرجاعه إلى أي من الفصائل المختلفة التي حكمت المدينة. ضاع الأسدين في الوقت الحاضر، وعلى الأرجح نقلهما وباعهما السكان المحليون.
يُخلط البعض بين هذه القلعة والقلاع الأخرى في البلاد، مثل قلعة بوفورت. لكنها في الأصل كانت تُسمى تورون دي شيفاييه. ويشار إليها اليوم في الغالب باسم «قلعة تبنين».
استخدمت العديد من الفصائل والجيوش المختلفة قلعة تبنين على مر السنين بسبب موقعها الاستراتيجي المطل على أميال من التضاريس.
تتمتع تبنين بالقدرة على أن تكون منطقة جذب سياحي ضخمة في الأوقات أكثر سلماً، بفضل قلعتها التاريخية وتاريخ جنوب لبنان الذي شهد غزاة وفاتحين من بينهم الإسكندر الأكبر.

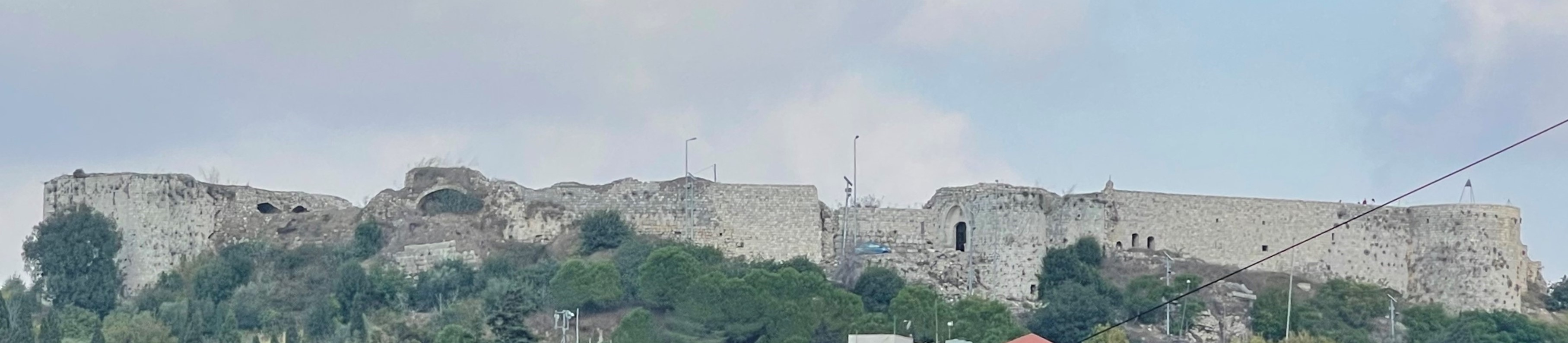
منظر لحصن تورون في تبنين من الجهة الغربية للقرية..

## أعلام
- نبيه بري رئيس مجلس النواب اللبناني وزعيم حركة أمل.
- زينب فواز، كاتبة وأديبة عربية.[43][44][45]
- أحمد أسعد الشقيري
- عادل تيودور الخوري